# Nekrolog 3. Quartal 1988
Nekrolog
◄◄
| ◄
| 1984
| 1985
| 1986
| 1987
| 1988 | 1989 | 1990 | 1991 | 1992 | ► | ►►
1. Quartal |
2. Quartal |
3. Quartal |
4. Quartal 1988
Weitere Ereignisse | Allgemeiner Nekrolog 1988
Die Beschreibung der verstorbenen Person sollte so kurz wie möglich gehalten sein und nur deren signifikante Tätigkeit(en) enthalten.
Neue Namen ggf. auch unter dem Geburts- und Sterbedatum, also etwa unter 1. Januar und im Geburts- und Sterbejahr (2024) eintragen (nur bei entsprechender großer Wichtigkeit). Für Beispiele siehe die schon vorhandenen Artikel.
Außerdem über die fünf zuletzt Verstorbenen, zu denen es einen ausreichend guten Artikel für eine Präsentation auf der Hauptseite gibt, nach der todesbedingten Überarbeitung der Artikel ggf. auch unter Wikipedia Diskussion:Hauptseite informieren und sie am besten auch in den anderen Wikipedia-Sprachversionen eintragen. Tipp: Regelmäßig bei news.google.de nach „ist tot“, „gestorben“ oder „verstorben“ suchen.
Wenn eine Person gestorben ist, gibt es viele Seiten zu dieser Person in der Wikipedia, die davon auch betroffen sind und entsprechend aktualisiert werden müssen. Beispiele: Namenübersichtsseite, Geburtsjahr, Geburtsort-Seiten und viele mehr.
Wie finde ich die betroffenen Seiten?
Im Suchfeld auf der linken Seite gibt man den Suchbegriff so ein: „Vorname Nachname“. Dann klickt man auf Volltext und alle Seiten mit entsprechendem Suchtext werden aufgerufen. Hier sieht man dann schnell, wo auch das Todesjahr Sinn macht oder sogar ein Teil des Artikels angepasst werden muss. Auch hilft das „Werkzeug“ auf der linken Seite sehr gut, um solche Seiten aufzufinden: „Links auf diese Seite“. Somit ist die Wikipedia wieder aktuell in allen Bereichen! Hinweis: bei Eintragung der Kategorie „Gestorben JAHR“ wird der Missbrauchsfilter 49 ausgelöst, was jedoch nicht schlimm ist. Siehe: Spezial:Missbrauchsfilter/49
Dies ist eine Liste von im dritten Quartal 1988 verstorbenen bekannten Persönlichkeiten. Die Einträge erfolgen innerhalb der einzelnen Daten alphabetisch sortiert. Tiere sind im Nekrolog für Tiere zu finden.

## Juli
| Tag      | Name                                 | Beruf, bekannt als                                                                                              | Alter | Beleg |
| -------- | ------------------------------------ | --- | ----- | ----- |
| 1. Juli  | Maurice Baudoux                      | kanadischer Geistlicher, Erzbischof von Saint-Boniface                                                          | 85    |       |
| 1. Juli  | Costante Degan                       | italienischer Politiker                                                                                         | 58    |       |
| 1. Juli  | Lex van Delden                       | niederländischer Komponist und Musikkritiker                                                                    | 68    |       |
| 1. Juli  | Ursula van Diemen                    | deutsche Sängerin und Schauspielerin                                                                            | 90    |       |
| 1. Juli  | Francesco Fasola                     | italienischer Geistlicher, Erzbischof von Messina                                                               | 90    |       |
| 1. Juli  | Anton Leader                         | US-amerikanischer Filmregisseur und Filmproduzent                                                               | 74    |       |
| 1. Juli  | Odette de Mourgues                   | französische Anglistin, Romanistin und Literaturwissenschaftlerin, Hochschullehrerin                            |       |       |
| 1. Juli  | Ilse Propf                           | deutsche Malerin und Grafikerin                                                                                 | 75    |       |
| 1. Juli  | Robert Riefling                      | norwegischer Pianist und Musikpädagoge                                                                          | 78    |       |
| 1. Juli  | Hermann Volk                         | deutscher Geistlicher, Bischof von Mainz (1962–1982)                                                            | 84    |       |
| 1. Juli  | Hellmuth Christian Wolff             | deutscher Musikwissenschaftler, Maler und Komponist                                                             | 82    |       |
| 2. Juli  | James Ball                           | kanadischer Leichtathlet                                                                                        | 85    |       |
| 2. Juli  | Arnold Burmeister                    | deutscher Offizier, zuletzt Generalleutnant im 2. Weltkrieg                                                     | 89    |       |
| 2. Juli  | Allie Vibert Douglas                 | kanadische Astronomin und Astrophysikerin                                                                       | 83    |       |
| 2. Juli  | Johann Baptist Gradl                 | deutscher Politiker                                                                                             | 84    |       |
| 2. Juli  | Hans Lynge                           | grönländischer Schriftsteller, Maler, Bildhauer, Komponist, Katechet und Landesrat                              | 81    |       |
| 2. Juli  | Eddie „Cleanhead“ Vinson             | US-amerikanischer Jazz- und Rhythm-and-Blues-Saxophonist                                                        | 70    |       |
| 3. Juli  | Eugen Roll                           | deutscher Autor und Anthroposoph                                                                                | 89    |       |
| 3. Juli  | Richard Schulze-Kossens              | deutscher SS-Offizier                                                                                           | 73    |       |
| 3. Juli  | Fritz Wiessner                       | deutsch-amerikanischer Bergsteiger                                                                              | 88    |       |
| 4. Juli  | James Bilton                         | kanadischer Politiker (Manitoba)                                                                                | 80    |       |
| 4. Juli  | Friedrich Borinski                   | deutscher Bildungsforscher                                                                                      | 85    |       |
| 4. Juli  | John Glyn, 6. Baron Wolverton        | britischer Peer und Politiker                                                                                   | 75    |       |
| 4. Juli  | Peter-Josef Keßler                   | deutscher Theologe                                                                                              | 82    |       |
| 4. Juli  | Herbert Ringer                       | deutscher Vorsitzender der jüdischen Landesgemeinde Thüringen                                                   | 83    |       |
| 4. Juli  | Yabashi Rokurō                       | japanischer Maler im Yōga-Stil                                                                                  | 82    |       |
| 4. Juli  | Werner Schilling                     | deutscher evangelischer Theologe                                                                                | 77    |       |
| 5. Juli  | Burchard Alberti                     | deutscher Insektenforscher und Lebensmittelchemiker                                                             | 90    |       |
| 5. Juli  | Richard Aman                         | Schweizer Diplomat                                                                                              | 74    |       |
| 5. Juli  | Eugène Maillat                       | Schweizer Ordensgeistlicher und römisch-katholischer Bischof von Nzérékoré                                      | 68    |       |
| 5. Juli  | Pentti Niinivuori                    | finnischer Boxer                                                                                                | 56    |       |
| 5. Juli  | Yoshihiko Yoshimatsu                 | japanischer Judoka                                                                                              | 67    |       |
| 6. Juli  | Fritz Blaich                         | deutscher Ökonom (Wirtschafts- und Sozialgeschichte) und Hochschullehrer                                        | 48    |       |
| 6. Juli  | John D. Clark                        | US-amerikanischer Chemiker und Science-Fiction-Fan                                                              | 80    |       |
| 6. Juli  | Hans Gutzwiller                      | Schweizer Altphilologe und Gymnasialrektor                                                                      | 75    |       |
| 6. Juli  | Nicholas C. Mullins                  | US-amerikanischer Soziologe                                                                                     |       |       |
| 6. Juli  | Adam Pichler                         | österreichischer Kaufmann und Politiker (SPÖ), Abgeordneter zum Nationalrat                                     | 80    |       |
| 6. Juli  | William Ralph Smythe                 | US-amerikanischer Physiker                                                                                      | 95    |       |
| 6. Juli  | Helga Thomas                         | schwedische Schauspielerin                                                                                      | 96    |       |
| 6. Juli  | Udo Veltkamp                         | deutscher Verwaltungsjurist                                                                                     | 78    |       |
| 6. Juli  | Rolf Wollner                         | deutscher Hockeyspieler                                                                                         | 82    |       |
| 7. Juli  | Ernst Bornemann                      | deutscher Psychologe, Sozialpädagoge und Hochschulprofessor                                                     | 76    |       |
| 7. Juli  | Hellfried Dahlmann                   | deutscher klassischer Philologe                                                                                 | 82    |       |
| 7. Juli  | William Bell Dinsmoor Jr.            | US-amerikanischer Klassischer Archäologe und Architekturhistoriker                                              | 65    |       |
| 7. Juli  | Helen Gandy                          | US-amerikanische FBI-Mitarbeiterin, persönliche Assistentin von J. Edgar Hoover                                 | 91    |       |
| 7. Juli  | Günter Giel                          | deutscher Generalleutnant der Deutschen Volkspolizei und stellvertretender Minister (DDR)                       | 58    |       |
| 7. Juli  | Heinrich Lietz                       | deutscher Maler                                                                                                 | 78    |       |
| 7. Juli  | Gustav Manker                        | österreichischer Bühnenbildner, Regisseur und Theaterdirektor                                                   | 75    |       |
| 7. Juli  | Paula Mollenhauer                    | deutsche Leichtathletin                                                                                         | 79    |       |
| 7. Juli  | Erwin Walter Palm                    | deutscher Kunsthistoriker und Autor                                                                             | 77    |       |
| 7. Juli  | David Atlee Phillips                 | US-amerikanischer Offizier der CIA                                                                              | 65    |       |
| 7. Juli  | Sasaki Tadashi                       | japanischer Bankfachmann                                                                                        | 81    |       |
| 7. Juli  | Aldo Tonti                           | italienischer Kameramann                                                                                        | 78    |       |
| 8. Juli  | Ray Barbuti                          | US-amerikanischer Sprinter und Olympiasieger                                                                    | 83    |       |
| 8. Juli  | Alfred Drögemüller                   | deutscher Politiker (KPD, dann SED) und Historiker                                                              | 74    |       |
| 8. Juli  | Antony Fisher                        | britischer libertärer Lobbyist                                                                                  | 73    |       |
| 8. Juli  | Bernhard Hansen                      | deutscher Politiker, MdHB                                                                                       | 91    |       |
| 8. Juli  | Isadore Schwartz                     | US-amerikanischer Boxer im Fliegengewicht                                                                       | 87    |       |
| 8. Juli  | Herbert Schwörbel                    | deutscher Jurist, Wirtschaftsjournalist und Diplomat                                                            | 76    |       |
| 9. Juli  | Manuel M. Baizer                     | US-amerikanischer Chemiker                                                                                      | 74    |       |
| 9. Juli  | Josef Blaumeiser                     | deutscher Karikaturist und Illustrator                                                                          | 64    |       |
| 9. Juli  | Anthony Holland                      | US-amerikanischer Film- und Theaterschauspieler                                                                 | 60    |       |
| 9. Juli  | Carlos Ledgard Jiménez               | peruanischer Rechtsanwalt und Politiker                                                                         | 71    |       |
| 9. Juli  | Richard Spink Bowles                 | kanadischer Politiker, Vizegouverneur von Manitoba                                                              | 75    |       |
| 9. Juli  | Alexandru Graur                      | rumänischer Linguist, Latinist, Romanist und Rumänist                                                           | 88    |       |
| 9. Juli  | Miloš Václav Kratochvíl              | tschechischer Schriftsteller, Drehbuchautor und Dramaturg                                                       | 84    |       |
| 9. Juli  | Bernhard Möking                      | deutscher Germanist und Bibliothekar                                                                            | 87    |       |
| 9. Juli  | Jackie Presser                       | US-amerikanischer Gewerkschaftsführer                                                                           | 61    |       |
| 10. Juli | Kurt Bertram                         | deutscher Schnitzer                                                                                             | 77    |       |
| 10. Juli | Karl Ellrich                         | deutscher Gewerkschafter (FDGB), Vorsitzender der GUE                                                           | 85    |       |
| 10. Juli | Enrique Lihn                         | chilenischer Dichter und Autor                                                                                  | 58    |       |
| 10. Juli | Guido Mannari                        | italienischer Schauspieler                                                                                      | 43    |       |
| 10. Juli | Viktor Müllner                       | österreichischer Politiker (ÖVP), Landtagsabgeordneter, Abgeordneter zum Nationalrat, Mitglied des Bundesrates  | 86    |       |
| 10. Juli | Elsbeth Weichmann                    | deutsche Politikerin, MdHB                                                                                      | 88    |       |
| 10. Juli | Gerhard Werner                       | deutscher Jurist und Politiker (FDP)                                                                            | 75    |       |
| 11. Juli | Robert Ferro                         | US-amerikanischer Schriftsteller und Hochschullehrer                                                            | 46    |       |
| 11. Juli | Kurt Plener                          | deutscher kommunistischer Sportaktivist                                                                         | 82    |       |
| 11. Juli | Bernd Poieß                          | deutscher Rezitator, Sprech- und Spracherzieher                                                                 | 88    |       |
| 11. Juli | Ingegärd Töpel                       | schwedische Wasserspringerin                                                                                    | 82    |       |
| 11. Juli | Barbara Wootton                      | britische Soziologin, Wirtschaftswissenschaftlerin und Kriminologin                                             | 91    |       |
| 12. Juli | Rolf von Bergmann                    | deutscher Fotograf                                                                                              | 35    |       |
| 12. Juli | José Chávez                          | mexikanischer Schauspieler                                                                                      | 72    |       |
| 12. Juli | Nevin William Hayes                  | US-amerikanischer römisch-katholischer Ordensgeistlicher, Weihbischof in Chicago                                | 66    |       |
| 12. Juli | Michael Jary                         | deutscher Komponist                                                                                             | 81    |       |
| 12. Juli | Katherine Kleikamp                   | deutsche Politikerin                                                                                            | 91    |       |
| 12. Juli | Gertrud Klemke-Stremlau              | deutsche Malerin und Grafikerin                                                                                 | 74    |       |
| 12. Juli | Marit Laurin                         | schwedische Anthroposophin, Übersetzerin und Nachdichterin                                                      | 83    |       |
| 12. Juli | Joshua Logan                         | US-amerikanischer Film- und Theaterregisseur                                                                    | 79    |       |
| 12. Juli | Pelagia Majewska                     | polnische Segelfliegerin und Fluglehrerin                                                                       | 55    |       |
| 12. Juli | Nakamura Mitsuo                      | japanischer Schriftsteller und Literaturkritiker                                                                | 77    |       |
| 12. Juli | Leo Ries                             | deutscher römisch-katholischer Lehrer, Schriftleiter des „Paulinus“ und Widerstandskämpfer gegen den Nationa... | 87    |       |
| 12. Juli | Enzo Sacchi                          | italienischer Radrennfahrer                                                                                     | 62    |       |
| 12. Juli | Julian Trevelyan                     | britischer Künstler                                                                                             | 78    |       |
| 13. Juli | Luis Benjamín                        | puerto-ricanischer Pianist                                                                                      | 65    |       |
| 13. Juli | Ji Dengkui                           | chinesischer Politiker in der Volksrepublik China                                                               | 65    |       |
| 13. Juli | Christine Mohrmann                   | niederländische Philologin und Hochschullehrerin                                                                | 84    |       |
| 13. Juli | Sebastian U Shwe Yauk                | burmesischer römisch-katholischer Geistlicher, Bischof von Toungoo                                              | 70    |       |
| 13. Juli | Richard Vogt                         | deutscher Boxer                                                                                                 | 75    |       |
| 14. Juli | Erik Braadland                       | norwegischer Diplomat und Politiker, Mitglied des Storting                                                      | 77    |       |
| 14. Juli | Richard Dilo                         | deutscher Unternehmer                                                                                           | 65    |       |
| 14. Juli | Erwin Graumann                       | deutsch-französischer Maler und Grafiker                                                                        | 86    |       |
| 14. Juli | Oronzo Reale                         | italienischer Politiker, Mitglied der Camera dei deputati und Richter                                           | 85    |       |
| 14. Juli | Georg Stetter                        | österreichischer Physiker                                                                                       | 92    |       |
| 14. Juli | Victor Hermann Umbricht              | Schweizer Jurist, Diplomat und Verwaltungsratsmitglied der Ciba-Geigy                                           | 72    |       |
| 15. Juli | Esther Altorfer                      | Schweizer Künstlerin                                                                                            | 51    |       |
| 15. Juli | Jan Brzák-Felix                      | tschechoslowakischer Kanurennfahrer                                                                             | 76    |       |
| 15. Juli | Bodo von Campenhausen                | baltendeutscher Keramiker und Grafiker                                                                          | 89    |       |
| 15. Juli | Werner Gembruch                      | deutscher Historiker                                                                                            | 70    |       |
| 15. Juli | Kurt Kaiser                          | österreichischer Theaterdirektor, Regisseur, Bühnenbildner und Autor                                            | 75    |       |
| 15. Juli | Tore Keller                          | schwedischer Fußballspieler                                                                                     | 83    |       |
| 15. Juli | Armand Mouyal                        | französischer Degenfechter                                                                                      | 62    |       |
| 15. Juli | Johann Raskop                        | deutscher Politiker (SED)                                                                                       | 76    |       |
| 15. Juli | Adolf Ruppelt                        | deutscher evangelisch-lutherischer Geistlicher                                                                  | 76    |       |
| 15. Juli | Edwin Schmidt                        | deutscher Heimatforscher                                                                                        | 83    |       |
| 16. Juli | Gustave Abel                         | österreichischer Höhlenforscher                                                                                 | 86    |       |
| 16. Juli | Herbert L. Anderson                  | US-amerikanischer Physiker                                                                                      | 74    |       |
| 16. Juli | Hugh Eaton                           | britischer Automobilrennfahrer                                                                                  | 89    |       |
| 16. Juli | Milton R. Krasner                    | US-amerikanischer Kameramann                                                                                    | 84    |       |
| 16. Juli | Ole Myrvoll                          | norwegischer Politiker (Venstre, Det Nye Folkepartiet), Minister und Wirtschaftswissenschaftler                 | 77    |       |
| 16. Juli | Zeinat Olwi                          | ägyptische Bauchtänzerin und Schauspielerin                                                                     | 58    |       |
| 16. Juli | Georg W. Pijet                       | deutscher Dramatiker, Journalist und Kinderbuchautor                                                            | 81    |       |
| 16. Juli | Samuel Ruben                         | US-amerikanischer Erfinder in der Elektrochemie                                                                 | 88    |       |
| 17. Juli | Erich Börschel                       | deutscher Komponist und Orchesterleiter                                                                         | 80    |       |
| 17. Juli | Frank Carter                         | irischer Politiker                                                                                              | 77    |       |
| 17. Juli | Bruno Stamer                         | deutscher Politiker (NSDAP), MdR                                                                                | 88    |       |
| 18. Juli | Joly Braga Santos                    | portugiesischer Komponist und Dirigent                                                                          | 64    |       |
| 18. Juli | Elsa Gress                           | dänische Schriftstellerin                                                                                       | 69    |       |
| 18. Juli | Josiah Kibira                        | tansanischer evangelisch-lutherischer Bischof und Theologe                                                      | 62    |       |
| 18. Juli | Walter Kitchen                       | kanadischer Eishockeyspieler                                                                                    | 75    |       |
| 18. Juli | Petre Munteanu                       | rumänischer lyrischer Tenor                                                                                     | 68    |       |
| 18. Juli | Manfred Näslund                      | schwedischer Forstwissenschaftler                                                                               | 89    |       |
| 18. Juli | John Neves                           | US-amerikanischer Jazzmusiker (Kontrabass)                                                                      | 56    |       |
| 18. Juli | Nico                                 | deutsches Fotomodell, Schauspielerin und Sängerin                                                               | 49    |       |
| 18. Juli | John W. Schaum                       | US-amerikanischer Pianist, Komponist und Klavierpädagoge                                                        | 83    |       |
| 18. Juli | Miklós Szentkuthy                    | ungarischer Schriftsteller                                                                                      | 80    |       |
| 19. Juli | Vilhelm Aubert                       | norwegischer Soziologe                                                                                          | 66    |       |
| 19. Juli | Jacques De Wykerslooth De Rooyesteyn | belgischer Moderner Fünfkampfer                                                                                 | 92    |       |
| 19. Juli | Emil Thomas Kaiser                   | US-amerikanischer Chemiker                                                                                      | 50    |       |
| 19. Juli | Willi Koch                           | Schweizer Maler                                                                                                 | 79    |       |
| 19. Juli | Johnny Miller                        | US-amerikanischer Jazzmusiker                                                                                   | 73    |       |
| 19. Juli | Walter Seelmann-Eggebert             | deutscher Radiochemiker                                                                                         | 73    |       |
| 20. Juli | Helmut Bode                          | deutscher Buchhändler, Übersetzer und Autor                                                                     | 77    |       |
| 20. Juli | Richard Holm                         | deutscher Opernsänger (Tenor)                                                                                   | 75    |       |
| 20. Juli | Agathe Karrer                        | deutsche Leichtathletin                                                                                         | 85    |       |
| 20. Juli | Hans Musso                           | deutscher Chemiker und Hochschullehrer                                                                          | 62    |       |
| 20. Juli | Otto Tope                            | deutscher Ingenieur, Oberregierungsbaurat, Leiter des Stadtreinigungsamt Hannover, Genealoge, Autor und Hera... | 85    |       |
| 21. Juli | Kenneth Morgan Abbott                | US-amerikanischer klassischer Philologe                                                                         | 82    |       |
| 21. Juli | Lyn Blumenthal                       | US-amerikanische Videokünstlerin und Autorin                                                                    |       |       |
| 21. Juli | Enrico Filippini                     | Schweizer Journalist und Schriftsteller                                                                         | 56    |       |
| 21. Juli | Pacho Galán                          | kolumbianischer Komponist                                                                                       | 83    |       |
| 21. Juli | Gerta Ital                           | deutsche Künstlerin, Schauspielerin, Autorin, Zen-Buddhistin und Mystikerin                                     | 84    |       |
| 21. Juli | Dohrmann Kaspar Pischel              | US-amerikanischer Augenarzt mit österreichischen Vorfahren                                                      | 92    |       |
| 21. Juli | Raphael Soriano                      | US-amerikanischer Architekt                                                                                     | 83    |       |
| 21. Juli | Michail Dawydowitsch Wolpin          | sowjetischer Drehbuchautor und Liedtexter                                                                       | 85    |       |
| 21. Juli | Stanisława Zawadzka                  | polnische Opernsängerin (Sopran) und Gesangspädagogin                                                           | 98    |       |
| 22. Juli | Duane Jones                          | US-amerikanischer Schauspieler                                                                                  | 52    |       |
| 22. Juli | Eugeniusz Michalak                   | polnischer Radrennfahrer                                                                                        | 79    |       |
| 22. Juli | Simon Moser                          | österreichischer Philosoph                                                                                      | 87    |       |
| 22. Juli | Patrick Newell                       | britischer Schauspieler                                                                                         | 56    |       |
| 23. Juli | Heinz Pagels                         | US-amerikanischer Physiker                                                                                      | 49    |       |
| 23. Juli | Fritz Rietdorf                       | deutscher Jurist, Verwaltungsbeamter und Politiker                                                              | 73    |       |
| 23. Juli | Vladimír Vokolek                     | tschechischer Dichter, Prosaist und Essayist                                                                    | 75    |       |
| 24. Juli | Ilona Elek                           | ungarische Florettfechterin und Olympiasiegerin                                                                 | 81    |       |
| 24. Juli | Jim Elwes                            | britischer Autorennfahrer                                                                                       | 79    |       |
| 24. Juli | Richard Frankenberg                  | deutscher Historiker und Mitarbeiter des Reichssicherheitshauptamtes (RSHA)                                     | 85    |       |
| 24. Juli | John Harris                          | schottischer Fußballspieler und -trainer                                                                        | 71    |       |
| 24. Juli | Kurt Heimbucher                      | evangelischer Theologe                                                                                          | 59    |       |
| 24. Juli | Joachim Krase                        | deutscher Offizier und Nachrichtendienstler                                                                     |       |       |
| 24. Juli | Eva Lips                             | deutsche Ethnologin, Hochschullehrerin für Ethnologie und Vergleichende Rechtssoziologie                        | 82    |       |
| 24. Juli | Robert McClory                       | US-amerikanischer Politiker                                                                                     | 80    |       |
| 24. Juli | Hans Richnow                         | deutscher Motorradrennfahrer                                                                                    | 80    |       |
| 24. Juli | Mira Schendel                        | brasilianische Künstlerin der konkreten und skripturalen Kunst                                                  | 69    |       |
| 24. Juli | Helmut Schubert                      | deutscher Fußballspieler                                                                                        | 72    |       |
| 24. Juli | Gwynne Vevers                        | britischer Meeresbiologe, Nachrichtendienstoffizier und Sachbuchautor                                           | 71    |       |
| 24. Juli | Michel Villey                        | französischer Rechtsphilosoph, Rechtshistoriker und Hochschullehrer                                             | 74    |       |
| 25. Juli | Judith Barsi                         | US-amerikanische Kinderschauspielerin                                                                           | 10    |       |
| 25. Juli | Douglas Hickox                       | britischer Regisseur                                                                                            | 59    |       |
| 25. Juli | Friedrich Minssen                    | deutscher Romanist und Pädagoge                                                                                 | 79    |       |
| 25. Juli | Eberhard Moser                       | deutscher Ingenieur und Agrarwissenschaftler insbesondere Landtechnik der Intensivkulturen                      | 61    |       |
| 25. Juli | Karl Namokel                         | deutscher Politiker (SED), MdV und FDJ-Vorsitzender                                                             | 60    |       |
| 25. Juli | Jörg Schnekenburger                  | deutscher Apotheker und pharmazeutischer Chemiker                                                               | 59    |       |
| 26. Juli | Derek Ball                           | britischer Tontechniker                                                                                         |       |       |
| 26. Juli | Hans Fehn                            | deutscher Geograph                                                                                              | 85    |       |
| 26. Juli | John Peet                            | britischer Journalist                                                                                           | 72    |       |
| 26. Juli | Fazlur Rahman                        | pakistanischer islamischer Philosoph und Theologe                                                               | 68    |       |
| 26. Juli | Kamila Rosenbaumová                  | tschechoslowakische Tänzerin und Choreographin                                                                  | 79    |       |
| 26. Juli | Kurt Schneider                       | deutscher Marathonläufer                                                                                        | 88    |       |
| 26. Juli | Johannes Seidel                      | deutscher Politiker (SPD), MdA                                                                                  | 70    |       |
| 26. Juli | Richard Stratton                     | britischer Diplomat                                                                                             | 64    |       |
| 27. Juli | Mathilde Danegger                    | österreichische Schauspielerin                                                                                  | 84    |       |
| 27. Juli | Gerhard Fürst                        | deutscher Beamter, Präsident des Statistischen Bundesamtes sowie Bundeswahlleiter                               | 91    |       |
| 27. Juli | Christian Gollong                    | deutscher Schauspieler                                                                                          | 87    |       |
| 27. Juli | Brigitte Horney                      | deutsche Schauspielerin                                                                                         | 77    |       |
| 27. Juli | Henri Peters-Arnolds                 | niederländisch-deutscher Schauspieler und Theaterregisseur                                                      | 91    |       |
| 27. Juli | Oskar Stübinger                      | deutscher Landwirt, Gutsverwalter und Politiker, MdL                                                            | 77    |       |
| 27. Juli | Frank J. Zamboni                     | US-amerikanischer Erfinder und Unternehmer                                                                      | 87    |       |
| 28. Juli | Camille Donis                        | belgischer Forstwissenschaftler und Hydrobiologe                                                                | 71    |       |
| 28. Juli | Jan Klinkenborg                      | deutscher Oberbürgermeister                                                                                     | 52    |       |
| 28. Juli | Syed Modi                            | indischer Badmintonspieler                                                                                      |       |       |
| 28. Juli | Hans Paulas                          | österreichischer Politiker (SPÖ) und Wirtschaftskammerfunktionär, Landtagsabgeordneter, Bezirksvorsteher        | 75    |       |
| 28. Juli | John Wheatley, Baron Wheatley        | schottischer Richter und Politiker                                                                              | 80    |       |
| 29. Juli | Pete Drake                           | US-amerikanischer Gitarrist und Musikproduzent                                                                  | 55    |       |
| 29. Juli | Orlando Gomes                        | brasilianischer Jurist                                                                                          | 78    |       |
| 29. Juli | Jacques Knecht                       | Schweizer Maler und Zeichner                                                                                    | 58    |       |
| 29. Juli | Emil Köpplinger                      | deutscher Fußballspieler                                                                                        | 90    |       |
| 29. Juli | Heinrich Köttgen                     | deutscher Geistlicher, Oberpfarrer in Düren                                                                     | 77    |       |
| 29. Juli | Wilhelm Langemann                    | deutscher Politiker (NSDAP), Bürgermeister in Hemer, NRW                                                        |       |       |
| 29. Juli | Günther Radusch                      | deutscher Offizier, zuletzt Oberst der Bundeswehr                                                               | 75    |       |
| 29. Juli | Theodor Viehweg                      | deutscher Rechtsgelehrter und -philosoph                                                                        | 81    |       |
| 29. Juli | Leo Wilhelm                          | deutscher Politiker (CDU), MdBB                                                                                 | 75    |       |
| 29. Juli | Friedrich Wingert                    | deutscher Informatiker                                                                                          | 48    |       |
| 30. Juli | Doca                                 | brasilianischer Fußballspieler                                                                                  | 85    |       |
| 30. Juli | Alfred zu Erbach-Fürstenau           | deutscher Politiker, MdL                                                                                        | 83    |       |
| 30. Juli | Manfred Henkel                       | deutscher Maler, Zeichner und Bildhauer                                                                         | 52    |       |
| 30. Juli | Werner Imig                          | deutscher Historiker                                                                                            | 68    |       |
| 30. Juli | Irma Schaichet                       | ungarisch-schweizerische Pianistin und Klavierpädagogin                                                         | 93    |       |
| 30. Juli | Ólafur Jóhann Sigurðsson             | isländischer Schriftsteller                                                                                     | 69    |       |
| 30. Juli | Curtis Shears                        | US-amerikanischer Degenfechter                                                                                  | 87    |       |
| 30. Juli | Erich Zühlsdorf                      | deutscher Fotograf                                                                                              | 71    |       |
| 31. Juli | Herbert Ansbach                      | deutscher Politiker (SED) in der DDR, Widerstandskämpfer gegen den Nationalsozialismus                          | 75    |       |
| 31. Juli | Rudolf Bornschein                    | deutscher Kunsthistoriker                                                                                       | 76    |       |
| 31. Juli | Otto Carius                          | deutscher Maler und Grafiker                                                                                    | 73    |       |
| 31. Juli | Ernst Klusen                         | deutscher Musikwissenschaftler, Komponist, Musikpädagoge, Volksliedforscher                                     | 79    |       |
| 31. Juli | André Navarra                        | französischer Cellist                                                                                           | 76    |       |
| 31. Juli | Heinz Osterwind                      | deutscher Bankmanager                                                                                           | 83    |       |
| 31. Juli | Ernst Reez                           | deutscher Politiker, MdL (Nordrhein-Westfalen)                                                                  | 87    |       |
| 31. Juli | Trinidad Silva                       | US-amerikanischer Schauspieler                                                                                  | 38    |       |
| 31. Juli | Raymond Stross                       | britischer Filmproduzent und Kinobetreiber                                                                      | 72    |       |
| Juli     | Helmut Jacob                         | deutscher Fußballspieler                                                                                        | 66    |       |

## August
| Tag        | Name                                   | Beruf, bekannt als                                                                                              | Alter | Beleg |
| ---------- | -------------------------------------- | --- | ----- | ----- |
| 1. August  | John Francis Dearden                   | US-amerikanischer Geistlicher, Erzbischof von Detroit und Kardinal                                              | 80    |       |
| 1. August  | Bernhard Doerdelmann                   | deutscher Verlagsdirektor, Lyriker, Erzähler, Hörfunkautor und Lektor                                           | 58    |       |
| 1. August  | Florence Eldridge                      | US-amerikanische Schauspielerin                                                                                 | 86    |       |
| 1. August  | Daniel Frei                            | Schweizer Politikwissenschaftler                                                                                | 47    |       |
| 1. August  | Louis-Jean Guyot                       | französischer Geistlicher, Erzbischof von Toulouse und Kardinal der römisch-katholischen Kirche                 | 83    |       |
| 1. August  | Ernst Hollstein                        | deutscher Dendrochronologe                                                                                      | 69    |       |
| 1. August  | Hans-Jürgen Klinker                    | deutscher Politiker, MdL, MdB, MdEP                                                                             | 67    |       |
| 1. August  | Leopold Müller                         | österreichischer Tunnelbaupionier                                                                               | 80    |       |
| 1. August  | Karl Siegert                           | deutscher Jurist und Hochschullehrer für Strafrecht, Straf- und Zivilprozessrecht                               | 87    |       |
| 1. August  | Georges Wambst                         | französischer Radrennfahrer                                                                                     | 86    |       |
| 1. August  | Gertrud Welcker                        | deutsche Schauspielerin bei Theater und Stummfilm                                                               | 92    |       |
| 2. August  | Stephen Anderson                       | US-amerikanischer Hürdenläufer                                                                                  | 82    |       |
| 2. August  | Raymond Carver                         | US-amerikanischer Schriftsteller und Dichter                                                                    | 50    |       |
| 2. August  | Nityanand Kanungo                      | indischer Politiker                                                                                             | 88    |       |
| 2. August  | Gustav Kristiansen                     | norwegischer Radrennfahrer                                                                                      | 84    |       |
| 2. August  | José Magriñá                           | kubanischer Fußballspieler                                                                                      | 70    |       |
| 2. August  | Theodor III. Nietner                   | deutscher Leiter des Garten- und Friedhofsamtes in Osnabrück                                                    | 83    |       |
| 2. August  | Robert Emmet Smith                     | US-amerikanischer Szenenbildner und Artdirector                                                                 | 73    |       |
| 3. August  | Karl Theodor Engelhardt                | deutscher Politiker, MdL                                                                                        | 62    |       |
| 3. August  | Harald Kruse                           | deutscher Komponist und Pianist                                                                                 | 64    |       |
| 3. August  | Tucker McGuire                         | US-amerikanische Schauspielerin                                                                                 |       |       |
| 3. August  | Guy Tirolien                           | französischer Dichter und Erzähler der Négritude                                                                | 71    |       |
| 4. August  | Charles B. Brownson                    | US-amerikanischer Politiker                                                                                     | 74    |       |
| 4. August  | Howard Campaigne                       | amerikanischer Marineoffizier und Kryptoanalytiker                                                              | 78    |       |
| 4. August  | Dokō Toshio                            | japanischer Unternehmer                                                                                         | 91    |       |
| 4. August  | Gerhard Kehnscherper                   | deutscher Theologe                                                                                              | 84    |       |
| 4. August  | Angelo Mangini                         | italienischer Chemiker                                                                                          | 83    |       |
| 4. August  | Helene Menne-Lindenberg                | deutsche Malerin                                                                                                | 68    |       |
| 4. August  | Ofelia Uribe de Acosta                 | kolumbianische Politikerin und Suffragette                                                                      | 87    |       |
| 4. August  | John Ormsby Evelyn Vandeleur           | britischer Armeeoffizier                                                                                        | 84    |       |
| 4. August  | Harry Lee Waterfield                   | US-amerikanischer Politiker                                                                                     | 77    |       |
| 5. August  | James Devereux                         | US-amerikanischer Brigadegeneral                                                                                | 84    |       |
| 5. August  | Richard Grupe                          | deutscher Boxer                                                                                                 | 72    |       |
| 5. August  | Franz Hamm                             | deutscher Angehöriger der Parlamente in den Königreichen Jugoslawien und Ungarn, sowie Verbandsfunktionär ve... | 88    |       |
| 5. August  | Jean C. Harris                         | amerikanische Kunsthistorikerin und Museumsdirektorin                                                           | 60    |       |
| 5. August  | Colin Higgins                          | australischer Schriftsteller, Filmregisseur und Drehbuchautor                                                   | 47    |       |
| 5. August  | Pasquale Aniel Jannini                 | italienischer Romanist, Französist, Lusitanist, Brasilianist und Übersetzer                                     | 66    |       |
| 5. August  | Frank Lanzendörfer                     | deutscher Künstler                                                                                              | 25    |       |
| 5. August  | Sylvain Liberman                       | französischer Physiker (Atomphysik, Laserspektroskopie)                                                         |       |       |
| 5. August  | Bernt Linzen                           | deutscher Zoologe, Biochemiker und Physiologe                                                                   | 57    |       |
| 5. August  | Ralph Meeker                           | US-amerikanischer Schauspieler                                                                                  | 67    |       |
| 5. August  | Josef Ostertschnig                     | österreichischer Politiker und Landtagsabgeordneter                                                             | 92    |       |
| 6. August  | Romeu Alberti                          | brasilianischer Geistlicher, römisch-katholischer Erzbischof von Ribeirão Preto                                 | 61    |       |
| 6. August  | Johannes Cornelis Anceaux              | niederländischer Orientalist und Philologe                                                                      | 68    |       |
| 6. August  | Axel Bengs                             | deutscher Grafiker                                                                                              | 62    |       |
| 6. August  | Dora von Caemmerer                     | deutsche Sozialarbeiterin und Juristin                                                                          | 78    |       |
| 6. August  | Henri Frenay                           | französischer Politiker und Offizier, Résistancemitglied                                                        | 82    |       |
| 6. August  | Anatoli Semjonowitsch Lewtschenko      | sowjetischer Kosmonaut                                                                                          | 47    |       |
| 6. August  | Illa Martin                            | deutsche Dendrologin, Naturschützerin und Zahnärztin                                                            | 88    |       |
| 6. August  | Francis Ponge                          | französischer Schriftsteller                                                                                    | 89    |       |
| 6. August  | Franz Stoessl                          | österreichischer Klassischer Philologe                                                                          | 78    |       |
| 7. August  | Juraj Amšel                            | jugoslawischer Wasserballspieler                                                                                | 63    |       |
| 7. August  | Paul F. Douglass                       | US-amerikanischer Jurist, Politikwissenschaftler, Pastor, Journalist und Politiker (Republicans)                | 83    |       |
| 7. August  | David L. Hoggan                        | US-amerikanischer Historiker, Geschichtsrevisionist                                                             | 65    |       |
| 7. August  | Wilfred Jackson                        | US-amerikanischer Zeichentrickregisseur                                                                         | 82    |       |
| 7. August  | Arthur Schell                          | deutscher Motorbootrennfahrer                                                                                   |       |       |
| 7. August  | Hermann Zeit                           | deutscher Sozialarbeiter                                                                                        | 63    |       |
| 8. August  | Alan Ameche                            | US-amerikanischer American-Football-Spieler                                                                     | 55    |       |
| 8. August  | Franz Kaiser                           | deutscher Landwirt und Politiker (Deutsche Volkspartei)                                                         | 97    |       |
| 8. August  | Kid Chocolate                          | kubanischer Boxer                                                                                               | 78    |       |
| 8. August  | Félix Leclerc                          | kanadischer Autor, Komponist, Musiker und Schauspieler                                                          | 74    |       |
| 8. August  | Alan Napier                            | britischer Theater- und Filmschauspieler                                                                        | 85    |       |
| 8. August  | Panchito Riset                         | kubanischer Son- und Bolerosänger                                                                               | 77    |       |
| 8. August  | Johann Schoberth                       | deutscher SS-Unterscharführer; Lagerpersonal in Auschwitz                                                       | 65    |       |
| 8. August  | Dominic Serventy                       | australischer Ornithologe                                                                                       | 84    |       |
| 9. August  | Jean Despres                           | französischer Unternehmer                                                                                       | 84    |       |
| 9. August  | Paul Ruegger                           | Schweizer Anwalt                                                                                                | 90    |       |
| 9. August  | Giacinto Scelsi                        | italienischer Komponist                                                                                         | 83    |       |
| 9. August  | Willi Strinz                           | deutscher Widerstandskämpfer gegen den Nationalsozialismus                                                      | 80    |       |
| 9. August  | Ramón Valdés                           | mexikanischer Schauspieler                                                                                      | 64    |       |
| 10. August | Arnulfo Arias                          | panamaischer Politiker, Präsident Panamas                                                                       | 86    |       |
| 10. August | Jean Brachet                           | belgischer Biochemiker                                                                                          | 79    |       |
| 10. August | Rachimschan Koschkarbajew              | Leutnant der Roten Armee, Teilnehmer an der Schlacht um Berlin                                                  | 63    |       |
| 10. August | Adela Rogers St. Johns                 | US-amerikanische Journalistin, Schriftstellerin und Drehbuchautorin                                             | 94    |       |
| 10. August | Paul Thek                              | US-amerikanischer Maler                                                                                         | 54    |       |
| 11. August | Kurt Ahrens senior                     | deutscher Motorrad- und Automobilrennfahrer und Kaufmann                                                        | 79    |       |
| 11. August | Ernst Wolfgang Caspari                 | deutsch-amerikanischer Zoologe und Genetiker                                                                    |       |       |
| 11. August | Walter Hamma                           | deutscher Geigenbauer                                                                                           | 71    |       |
| 11. August | Alfred Kelbassa                        | deutscher Fußballspieler                                                                                        | 63    |       |
| 11. August | Jörg Pircher                           | italienischer Südtirolaktivist und Funktionär des Südtiroler Schützenbundes                                     | 62    |       |
| 11. August | Jean-Pierre Ponnelle                   | französischer Regisseur, Bühnen- und Kostümbildner                                                              | 56    |       |
| 11. August | Anne Ramsey                            | US-amerikanische Schauspielerin                                                                                 | 58    |       |
| 11. August | George A. Woods                        | US-amerikanischer Literaturkritiker und Kinderbuchautor                                                         | 62    |       |
| 12. August | Jean-Michel Basquiat                   | US-amerikanischer Graffitikünstler, Maler und Zeichner                                                          | 27    |       |
| 12. August | Bixie Crawford                         | US-amerikanische Jazz- und Rhythm-&-Blues-Sängerin                                                              | 66    |       |
| 12. August | Willi Färber                           | deutscher Boxer                                                                                                 | 76    |       |
| 12. August | Caja Heimann                           | dänische Schauspielerin                                                                                         | 69    |       |
| 12. August | Takefushi Sakuta                       | japanischer Skisportler                                                                                         | 82    |       |
| 13. August | Martin Beer                            | deutscher Theologe                                                                                              | 68    |       |
| 13. August | Per Digerud                            | norwegischer Radrennfahrer                                                                                      | 55    |       |
| 13. August | John Wendell Holmes                    | kanadischer Botschafter                                                                                         | 78    |       |
| 13. August | Martin Hellinger                       | deutscher Zahnarzt, als Lagerarzt in KZs tätig                                                                  | 84    |       |
| 13. August | Sydney Jacobson, Baron Jacobson        | britischer Journalist und Zeitungsverleger                                                                      | 79    |       |
| 13. August | Walter Jahnke                          | deutscher Politiker, MdL                                                                                        | 74    |       |
| 13. August | Walter Krauland                        | österreichischer Rechtsmediziner und Hochschullehrer                                                            | 76    |       |
| 13. August | Jakow Grigorjewitsch Kuzenko           | sowjetischer Gewichtheber                                                                                       | 72    |       |
| 13. August | Otto E. Passman                        | US-amerikanischer Politiker (Demokratische Partei)                                                              | 88    |       |
| 13. August | William Henry Phelps, Jr.              | venezolanischer Ornithologe, Geograph und Geschäftsmann                                                         | 85    |       |
| 13. August | Tenor Saw                              | jamaikanischer Reggae-Musiker                                                                                   | 22    |       |
| 13. August | Gordon H. Scherer                      | US-amerikanischer Politiker (Republikanische Partei)                                                            | 81    |       |
| 13. August | Alfred Schwarz                         | Geschäftsmann und Nachrichtendienstler                                                                          | 84    |       |
| 14. August | Fred Below                             | US-amerikanischer Bluesmusiker                                                                                  | 61    |       |
| 14. August | Roy Buchanan                           | US-amerikanischer Bluesrock-Gitarrist                                                                           | 48    |       |
| 14. August | Robert Calvert                         | britischer Allroundkünstler, Dichter, Schauspieler und Musiker                                                  | 43    |       |
| 14. August | Karl Cart                              | österreichischer Fußballspieler                                                                                 | 82    |       |
| 14. August | Eduard Chrastek                        | österreichischer Widerstandskämpfer und Bezirksfunktionär der SPÖ                                               | 74    |       |
| 14. August | Enzo Ferrari                           | italienischer Automobilrennfahrer und Gründer des Rennwagenherstellers Ferrari                                  | 90    |       |
| 14. August | Hollis Dow Hedberg                     | US-amerikanischer Erdöl-Geologe und Stratigraph                                                                 | 85    |       |
| 14. August | Hisataka Masayoshi                     | japanischer Kampfsportler                                                                                       | 81    |       |
| 14. August | Günther Meinert                        | deutscher Archivar und Historiker                                                                               | 76    |       |
| 14. August | Otto Kohlhofer                         | deutscher Kommunist und KZ-Häftling                                                                             | 72    |       |
| 14. August | Hans-Werner von Massow                 | deutscher Schachfunktionär                                                                                      | 76    |       |
| 14. August | Klaus Obermayer                        | deutscher Jurist                                                                                                | 72    |       |
| 14. August | Senuma Shigeki                         | japanischer Literaturkritiker                                                                                   | 83    |       |
| 15. August | Bill Beason                            | US-amerikanischer Jazz-Schlagzeuger                                                                             | 80    |       |
| 15. August | Walter Caro                            | deutscher Chemiker, Widerstandskämpfer gegen den Nationalsozialismus                                            | 79    |       |
| 15. August | Rudy Collins                           | US-amerikanischer Jazz-Schlagzeuger                                                                             | 54    |       |
| 15. August | Friedrich Einhoff                      | deutscher Maler und Grafiker                                                                                    | 87    |       |
| 15. August | Karl Gerlach                           | deutscher Kulturfunktionär                                                                                      | 81    |       |
| 15. August | Aladár Heppes                          | ungarischer Jagdflieger                                                                                         | 83    |       |
| 15. August | Hannes Hoffmann                        | österreichischer Operettensänger und Besitzer des Künstlertreffs „Gutruf“                                       | 70    |       |
| 15. August | Julius Kleeberg                        | deutsch-israelischer Pathologe, Hochschullehrer in Jerusalem                                                    | 94    |       |
| 15. August | Ronald Stein                           | US-amerikanischer Komponist und Filmkomponist                                                                   | 58    |       |
| 15. August | Hans Heinz Stuckenschmidt              | deutscher Musikkritiker                                                                                         | 86    |       |
| 16. August | Milton Adolphus                        | US-amerikanischer Komponist                                                                                     | 75    |       |
| 16. August | Otto Bökle                             | deutscher Fußballspieler                                                                                        | 76    |       |
| 16. August | Alan Danson                            | britischer Radrennfahrer                                                                                        | 55    |       |
| 16. August | Hubert Knaus                           | österreichischer Politiker                                                                                      | 81    |       |
| 16. August | Walter Laermann                        | deutscher Industrieller                                                                                         | 87    |       |
| 16. August | Heinrich Schmidt                       | deutscher Fußballspieler                                                                                        | 76    |       |
| 16. August | Oscar Sutermeister                     | US-amerikanischer Stadtplaner                                                                                   | 76    |       |
| 17. August | Lennart Bunke                          | schwedischer Fußballspieler                                                                                     | 76    |       |
| 17. August | Jack Cutting                           | US-amerikanischer Trickfilm-Regisseur                                                                           | 80    |       |
| 17. August | Wilhelm Dittmann                       | deutscher evangelischer Pfarrer, Superintendent und Propst                                                      | 73    |       |
| 17. August | Nino Frank                             | italienischer Filmkritiker                                                                                      | 84    |       |
| 17. August | Bruce Humber                           | kanadischer Sprinter                                                                                            | 74    |       |
| 17. August | Bruno Mathsson                         | schwedischer Architekt und Designer                                                                             | 81    |       |
| 17. August | Connie Meijer                          | niederländische Radrennfahrerin                                                                                 | 25    |       |
| 17. August | Franklin Delano Roosevelt junior       | US-amerikanischer Politiker                                                                                     | 74    |       |
| 17. August | Walter Schwarz                         | deutsch-israelischer Jurist                                                                                     | 82    |       |
| 17. August | Victoria Shaw                          | australische Schauspielerin                                                                                     | 53    |       |
| 17. August | Samuel Silkin, Baron Silkin of Dulwich | britischer Politiker und Generalstaatsanwalt, Life Peer                                                         | 70    |       |
| 17. August | Jack Straus                            | US-amerikanischer Pokerspieler                                                                                  | 58    |       |
| 17. August | Mohammed Zia-ul-Haq                    | pakistanischer Politiker, Regierungschef von Pakistan (1977–1988)                                               | 64    |       |
| 18. August | Don Alt                                | US-amerikanischer Politiker (Republikanische Partei)                                                            | 71    |       |
| 18. August | Frederick Ashton                       | englischer Balletttänzer und Choreograf                                                                         | 83    |       |
| 18. August | Felix Maria Davídek                    | tschechoslowakischer Geistlicher, römisch-katholischer Bischof der tschechischen Untergrundkirche               | 67    |       |
| 18. August | Li Gotami Govinda                      | indische Malerin, Fotografin, Autorin und Komponistin                                                           | 82    |       |
| 18. August | István Halász                          | ungarischer Chemiker                                                                                            | 66    |       |
| 18. August | Tadeusz Kulisiewicz                    | polnischer Grafiker                                                                                             | 88    |       |
| 18. August | Michael Willcox Perrin                 | britischer Chemiker                                                                                             | 82    |       |
| 18. August | Alexander Wladimirowitsch Schtschukin  | sowjetischer Pilot und Kosmonaut                                                                                | 42    |       |
| 18. August | Ernst Simon                            | deutsch-jüdischer Pädagoge und Religionsphilosoph                                                               | 89    |       |
| 19. August | Harry Amorim Costa                     | brasilianischer Ingenieur und Politiker                                                                         | 61    |       |
| 19. August | Ferdinand Käs                          | österreichischer Berufssoldat und antifaschistischer Widerstandskämpfer                                         | 74    |       |
| 19. August | Johannes Kupke                         | deutscher Mediziner                                                                                             | 93    |       |
| 19. August | Adolph Meyer                           | deutscher Maler                                                                                                 | 93    |       |
| 19. August | Tsuchiya Takao                         | japanischer Wirtschaftswissenschaftler                                                                          | 91    |       |
| 20. August | Jean-Paul Aron                         | französischer Philosoph, Journalist und Schriftsteller                                                          | 63    |       |
| 20. August | Paul Bisjak                            | österreichischer Politiker (SPÖ), Abgeordneter zum Nationalrat                                                  | 97    |       |
| 20. August | Ernst Graf                             | Schweizer Maler, Grafiker und Karikaturist                                                                      | 79    |       |
| 20. August | Ferdinand Karmelk                      | niederländischer Gitarrist                                                                                      | 38    |       |
| 20. August | Lazarus Salii                          | palauischer Politiker                                                                                           | 51    |       |
| 20. August | John Stacy                             | australischer Schauspieler                                                                                      | 74    |       |
| 21. August | Hans Günther Adler                     | österreichischer Schriftsteller                                                                                 | 78    |       |
| 21. August | Lilia d’Albore                         | italienische Violinistin                                                                                        | 74    |       |
| 21. August | Ignace Colombani                       | französischer Kolonialbeamter und Schriftsteller                                                                | 80    |       |
| 21. August | Ray Eames                              | US-amerikanische Künstlerin und Designerin                                                                      | 75    |       |
| 21. August | Georg Hoffmann                         | deutscher evangelischer Theologe sowie Hochschullehrer                                                          | 86    |       |
| 21. August | André Ilunga Kaseba                    | kongolesischer Geistlicher, römisch-katholischer Bischof von Kalemie-Kirungu                                    | 58    |       |
| 21. August | Eino Kirjonen                          | finnischer Skispringer                                                                                          | 55    |       |
| 21. August | Joan Morris                            | britische katholische Theologin und Journalistin                                                                | 87    |       |
| 21. August | Ilse Scharge-Nebel                     | deutsche Glasgestalterin                                                                                        | 83    |       |
| 21. August | Enn Vaigur                             | estnischer Dramatiker                                                                                           | 77    |       |
| 22. August | Bruno Bianchi                          | italienischer Segler                                                                                            | 84    |       |
| 22. August | Karl Ebb                               | finnischer Unternehmer und Sportler                                                                             | 91    |       |
| 22. August | Petra Flemming                         | deutsche Malerin und Grafikerin                                                                                 | 44    |       |
| 22. August | Otto Franker                           | dänischer Musiker (Jazz- und Unterhaltungsmusik) und Songwriter                                                 | 67    |       |
| 22. August | Ludwig Gschossmann                     | deutscher Maler                                                                                                 | 75    |       |
| 22. August | Frances James                          | kanadische Sopranistin und Musikpädagogin                                                                       | 85    |       |
| 22. August | Henri Joly                             | französischer Philosophiehistoriker                                                                             | 60    |       |
| 23. August | Jaques Courvoisier                     | Schweizer reformierter Theologe, Professor für Kirchengeschichte                                                | 88    |       |
| 23. August | Christian Garros                       | französischer Jazz-Schlagzeuger                                                                                 | 68    |       |
| 23. August | Josef Klehr                            | deutscher SS-Oberscharführer; Sanitätsdienstgrad im KZ-Auschwitz; Massenmörder                                  | 83    |       |
| 23. August | Hans Lewy                              | deutsch-amerikanischer Mathematiker                                                                             | 83    |       |
| 23. August | Alf Martinsen                          | norwegischer Fußballspieler                                                                                     | 76    |       |
| 23. August | Georg Peter-Pilz                       | deutscher Schauspieler und Hörspielsprecher                                                                     | 81    |       |
| 23. August | Willy Reitgaßl                         | deutscher Fußballspieler                                                                                        | 52    |       |
| 23. August | Jack Sher                              | US-amerikanischer Drehbuchautor, Filmregisseur und Filmproduzent                                                | 75    |       |
| 24. August | Leonard Frey                           | US-amerikanischer Schauspieler                                                                                  | 49    |       |
| 24. August | Hedi Höpfner                           | deutsche Tänzerin, Schauspielerin und Schauspiellehrerin                                                        | 78    |       |
| 24. August | Marija Michailowna Kobylina            | russisch-sowjetische Archäologin, Kunsthistorikerin und Hochschullehrerin                                       | 90    |       |
| 24. August | Kenneth Leighton                       | englischer Komponist                                                                                            | 58    |       |
| 24. August | Peter Maaßen                           | deutscher Sportfunktionär, Präsident von Rot-Weiß Oberhausen                                                    | 74    |       |
| 24. August | Hans Schweitzer                        | deutscher Gewerkschafter und Politiker                                                                          | 68    |       |
| 24. August | Annemarie Süchting-Koenemann           | deutsche Malerin, Grafikerin, Bildhauerin und Schriftstellerin                                                  | 93    |       |
| 24. August | Kurt Zips                              | österreichischer Schauspieler und Synchronsprecher                                                              | 66    |       |
| 25. August | Price Daniel                           | US-amerikanischer Jurist und Politiker                                                                          | 77    |       |
| 25. August | Françoise Dolto                        | französische Kinderärztin und Psychoanalytikerin                                                                | 79    |       |
| 25. August | Otto Hanebuth                          | deutscher Sportwissenschaftler                                                                                  | 76    |       |
| 25. August | Friedrich Knödler                      | deutscher Künstler                                                                                              | 68    |       |
| 25. August | Karl Heinrich Meyer                    | deutscher Gärtner, Gartenbauinspektor, Berufsschullehrer, Gartenbaudirektor, Hochschullehrer, Garten- und La... | 84    |       |
| 25. August | Rudolf Mundlos                         | deutscher Geologe und Paläontologe                                                                              | 70    |       |
| 25. August | Joachim Pirsch                         | deutscher Ruderer                                                                                               | 73    |       |
| 25. August | Waldemar Reichhard                     | deutscher Opernsänger und Wiesbadener Stadtoriginal                                                             |       |       |
| 25. August | Konstantin Alexejewitsch Salischtschew | russischer Kartograf                                                                                            | 82    |       |
| 25. August | Christian Winkler                      | deutscher Germanist, Mitbegründer der Sprechwissenschaft                                                        | 84    |       |
| 26. August | Hans Esser                             | deutscher Fechter                                                                                               | 79    |       |
| 26. August | Rudolf Hartmann                        | deutscher Opernregisseur und Intendant                                                                          | 87    |       |
| 26. August | Thomas H. Kerr junior                  | US-amerikanischer Komponist und Musikpädagoge                                                                   | 73    |       |
| 26. August | Carlos Paião                           | portugiesischer Sänger und Songwriter                                                                           | 30    |       |
| 26. August | Fred Peart, Baron Peart                | britischer Politiker                                                                                            | 74    |       |
| 26. August | Benno Schaeppi                         | deutscher Journalist und Schweizer Mitglied der Waffen-SS                                                       | 76    |       |
| 26. August | Milton Sperling                        | US-amerikanischer Filmproduzent und Drehbuchautor                                                               | 76    |       |
| 27. August | Max Black                              | US-amerikanischer Philosoph                                                                                     | 79    |       |
| 27. August | Tita Galatro                           | argentinische Tangosängerin und Schauspielerin                                                                  | 74    |       |
| 27. August | Irene Higginbotham                     | US-amerikanische Musikerin und Songwriterin                                                                     | 70    |       |
| 27. August | Cornelis Moerman                       | niederländischer Heilpraktiker                                                                                  | 95    |       |
| 27. August | Friedrich Piefke                       | deutscher Politiker (SPD), MdA                                                                                  | 81    |       |
| 27. August | John Riordan                           | US-amerikanischer Mathematiker                                                                                  | 85    |       |
| 27. August | William Sargant                        | britischer Psychiater                                                                                           | 81    |       |
| 28. August | Enrico Fulchignoni                     | italienischer Dokumentarfilmer und Drehbuchautor                                                                | 74    |       |
| 28. August | Gregor Geller                          | deutscher Richter                                                                                               | 85    |       |
| 28. August | Paul Grice                             | englischer Philosoph                                                                                            | 75    |       |
| 28. August | Guy Hocquenghem                        | französischer Autor und Philosoph                                                                               | 41    |       |
| 28. August | Swetlana Michailowna Loschtschinina    | sowjetische Schauspielerin                                                                                      | 43    |       |
| 28. August | Jean Marchand                          | kanadischer Gewerkschaftsfunktionär und Politiker                                                               | 69    |       |
| 28. August | Osvaldo Moreno                         | argentinischer Tangosänger und Schauspieler                                                                     | 76    |       |
| 28. August | Franca Raimondi                        | italienische Schlagersängerin                                                                                   | 56    |       |
| 28. August | Charles Riegert                        | französischer Radrennfahrer                                                                                     | 75    |       |
| 29. August | Horace Henderson                       | US-amerikanischer Jazz-Bandleader, Pianist und Arrangeur                                                        | 83    |       |
| 29. August | Mykola Lukasch                         | ukrainischer Übersetzer, Linguist und Polyglott                                                                 | 68    |       |
| 29. August | Alice Mary Weeks                       | US-amerikanische Mineralogin                                                                                    | 79    |       |
| 29. August | Jean Weidt                             | deutscher Tänzer und Choreograf                                                                                 | 83    |       |
| 30. August | Otto Bengtson                          | deutscher Kaffeemaschinenerfinder und Unternehmer                                                               |       |       |
| 30. August | James Black                            | US-amerikanischer R&B- und Jazzmusiker (Schlagzeug, Komposition)                                                | 48    |       |
| 30. August | Albert Frey-Wyssling                   | Schweizer Botaniker                                                                                             | 87    |       |
| 30. August | Jack Marshall                          | neuseeländischer Politiker, Premierminister von Neuseeland 1972                                                 | 76    |       |
| 30. August | Wanda Wermińska                        | polnische Opernsängerin                                                                                         | 87    |       |
| 31. August | Helmut Brückner                        | deutscher Mediziner und Hochschullehrer                                                                         | 68    |       |
| 31. August | Grace Eldering                         | US-amerikanische Bakteriologin                                                                                  | 87    |       |
| 31. August | Helene Goldhammer                      | österreichisch-australische Chemikerin und Physiologin                                                          | 85    |       |
| 31. August | Lin Jaldati                            | niederländische Sängerin und Tänzerin                                                                           | 75    |       |
| 31. August | Karl-Hans Lagershausen                 | deutscher Politiker, MdL, MdB                                                                                   | 64    |       |
| 31. August | Leonidas Proaño                        | ecuadorianischer Geistlicher, Bischof von Riobamba                                                              | 78    |       |
| 31. August | Georg Rückert                          | evangelischer Pfarrer und Gründer des Augustinums                                                               | 74    |       |
| 31. August | Friedrich Schäfer                      | deutscher Politiker, MdB                                                                                        | 73    |       |
| August     | Albert Büchi                           | Schweizer Radrennfahrer                                                                                         | 81    |       |
| August     | Werner G. Hoffmann                     | deutscher Zeitungsverleger                                                                                      | 81    |       |
| August     | Grace McKenzie                         | britische Schwimmerin                                                                                           | 85    |       |
| August     | Eva Vaitl                              | deutsche Schauspielerin und Synchronsprecherin                                                                  | 67    |       |

## September
| Tag           | Name                                        | Beruf, bekannt als                                                                                             | Alter | Beleg |
| ------------- | ------------------------------------------- | --- | ----- | ----- |
| 1. September  | Luis Walter Alvarez                         | US-amerikanischer Physiker und Nobelpreisträger                                                                | 77    |       |
| 1. September  | Fatehsinghrao II. Gaekwad                   | indischer Herrscher und Politiker                                                                              | 58    |       |
| 1. September  | Wilfredo García                             | dominikanischer Fotograf                                                                                       | 53    |       |
| 1. September  | Hugh Hunt                                   | US-amerikanischer Szenenbildner                                                                                | 86    |       |
| 1. September  | Ernst Risch                                 | Schweizer Altphilologe und Sprachwissenschaftler                                                               | 76    |       |
| 1. September  | Walter Roos                                 | deutscher Maler und Graphiker                                                                                  | 58    |       |
| 1. September  | Esmeralda Ruspoli                           | italienische Schauspielerin                                                                                    | 60    |       |
| 1. September  | Leonor Sullivan                             | US-amerikanische Politikerin                                                                                   | 86    |       |
| 2. September  | Jack Cooper, Baron Cooper of Stockton Heath | britischer Politiker (Labour Party), Mitglied des House of Commons und Gewerkschaftsfunktionär                 | 80    |       |
| 2. September  | Chadli El Mekki                             | algerischer Politiker und Diplomat                                                                             | 75    |       |
| 2. September  | Heinz Förstendorf                           | deutscher Hockeyspieler                                                                                        | 80    |       |
| 2. September  | Erik Frey                                   | österreichischer Schauspieler                                                                                  | 80    |       |
| 2. September  | Gerd Holzapfel                              | deutscher Jurist und Kommunalpolitiker                                                                         | 81    |       |
| 2. September  | Edwin Hügel                                 | deutscher Politiker (FDP), MdL                                                                                 | 68    |       |
| 2. September  | Dieter Mehlhardt                            | deutscher Verleger, Buchhändler, Regionalhistoriker, Redakteur und Autor                                       | 61    |       |
| 2. September  | Josefine Nettesheim                         | deutsche Literaturwissenschaftlerin                                                                            | 93    |       |
| 2. September  | Wilhelm Pfannkuch                           | deutscher Musikwissenschaftler und Hochschullehrer                                                             | 61    |       |
| 2. September  | Natalja Michailowna Prawossudowitsch        | russische Komponistin                                                                                          | 89    |       |
| 2. September  | Lotte Steinhoff                             | deutsche Schauspielerin                                                                                        | 84    |       |
| 2. September  | Robert Watts                                | US-amerikanischer Künstler und Bildhauer                                                                       | 65    |       |
| 3. September  | Günther Dockerill                           | deutscher Schauspieler, Hörspiel- und Synchronsprecher                                                         | 63    |       |
| 3. September  | Ferit Melen                                 | türkischer Politiker                                                                                           |       |       |
| 3. September  | Ferenc Sas                                  | ungarischer Fußballspieler                                                                                     | 73    |       |
| 3. September  | Bebop Sam Thomas                            | US-amerikanischer Jazzgitarrist                                                                                |       |       |
| 3. September  | Richard Torriani                            | Schweizer Eishockeyspieler und -trainer                                                                        | 76    |       |
| 4. September  | Carlos García                               | chilenischer Fußballspieler                                                                                    | 86    |       |
| 4. September  | Artur Missbach                              | deutscher Politiker, MdL, MdB                                                                                  | 76    |       |
| 4. September  | Oda Schaefer                                | deutsche Schriftstellerin                                                                                      | 87    |       |
| 4. September  | Max Steffen                                 | deutscher Politiker (KPD/SED), MdV, Widerstandskämpfer                                                         | 78    |       |
| 4. September  | Henri Stern                                 | deutsch-französischer Kunsthistoriker und Archäologe                                                           | 85    |       |
| 5. September  | Hans Albin                                  | deutscher Schauspieler, Drehbuchautor, Filmregisseur und Filmproduzent                                         | 83    |       |
| 5. September  | Helmut Ballot                               | deutscher Schriftsteller                                                                                       | 71    |       |
| 5. September  | Lawrence Brown                              | US-amerikanischer Jazz-Posaunist                                                                               | 81    |       |
| 5. September  | Gert Fröbe                                  | deutscher Schauspieler                                                                                         | 75    |       |
| 5. September  | Ulla Galm                                   | deutsche Autorin und Übersetzerin                                                                              | 75    |       |
| 5. September  | Frits von der Lippe                         | norwegischer Journalist, Theaterkritiker und Theaterdirektor                                                   | 87    |       |
| 5. September  | Wassil Mschawanadse                         | georgischer Politiker                                                                                          | 85    |       |
| 5. September  | Gerhard Müller                              | deutscher klassischer Philologe                                                                                | 80    |       |
| 5. September  | Ann-Charlott Settgast                       | deutsche Schriftstellerin                                                                                      |       |       |
| 5. September  | Boris Smyslowsky                            | weißrussischer Adliger und Offizier                                                                            | 90    |       |
| 6. September  | Axel von Ambesser                           | deutscher Filmregisseur                                                                                        | 78    |       |
| 6. September  | Erol Atalay                                 | türkischer Klassischer Archäologe                                                                              | 52    |       |
| 6. September  | William D. Baird                            | US-amerikanischer Politiker                                                                                    | 82    |       |
| 6. September  | Autry Inman                                 | US-amerikanischer Country- und Rockabilly-Musiker                                                              | 59    |       |
| 6. September  | Bill Northam                                | australischer Segler                                                                                           | 82    |       |
| 6. September  | Harold Rosson                               | US-amerikanischer Kameramann                                                                                   | 93    |       |
| 6. September  | Dan Spring                                  | irischer Politiker, Teachta Dála                                                                               | 78    |       |
| 6. September  | Stefan Themerson                            | polnischer, später britischer Dichter, Romancier, Filmemacher, Verleger und Philosoph                          | 77    |       |
| 7. September  | Gerhard Alexander                           | deutscher Bibliothekar                                                                                         | 85    |       |
| 7. September  | Raymond Dubly                               | französischer Fußballspieler                                                                                   | 94    |       |
| 7. September  | Sedad Hakkı Eldem                           | türkischer Architekt und Architekturtheoretiker                                                                | 80    |       |
| 7. September  | Werner Felfe                                | deutscher Politiker (SED), MdV, Mitglied des Politbüros des Zentralkomitees der SED in der DDR                 | 60    |       |
| 7. September  | Elisabeth Forck                             | deutsche Pädagogin                                                                                             | 88    |       |
| 7. September  | Gaja Alaga                                  | kroatischer Physiker                                                                                           | 64    |       |
| 7. September  | Bruno Golecki                               | deutscher Ingenieur                                                                                            | 75    |       |
| 7. September  | Vivi Janiss                                 | US-amerikanische Schauspielerin und Sängerin                                                                   | 77    |       |
| 7. September  | Ernst-Eckhard Koch                          | deutscher Physiker                                                                                             | 45    |       |
| 7. September  | Josef Koncz                                 | deutscher Herzchirurg und Hochschullehrer                                                                      | 71    |       |
| 7. September  | Mizuta Kenzan                               | japanischer Maler der Nihonga-Richtung                                                                         | 85    |       |
| 7. September  | Thelma Payne                                | US-amerikanische Wasserspringerin                                                                              | 92    |       |
| 7. September  | Károly Reich                                | ungarischer Illustrator                                                                                        | 66    |       |
| 8. September  | Alice Ferrières                             | französische Widerstandskämpferin                                                                              | 78    |       |
| 8. September  | Heinz Hinze                                 | deutscher Schauspieler                                                                                         | 83    |       |
| 8. September  | Peter Kawerau                               | deutscher Kirchenhistoriker                                                                                    | 73    |       |
| 8. September  | Hans Kreuzer                                | deutscher Chemigraf und Maler                                                                                  | 77    |       |
| 8. September  | Hans Maeder                                 | US-amerikanischer Pädagoge deutscher Herkunft                                                                  | 78    |       |
| 8. September  | Mandrake                                    | brasilianischer Perkussionist                                                                                  | 54    |       |
| 8. September  | Walter Schmid                               | Schweizer Verleger und Schriftsteller                                                                          | 84    |       |
| 8. September  | Gunnar Wiberg                               | schwedischer Orthopäde                                                                                         |       |       |
| 9. September  | Stella Grace Maisie Carr                    | australische Botanikerin                                                                                       | 76    |       |
| 9. September  | Wolf-Dieter Eigner                          | österreichischer Schriftsteller                                                                                | 35    |       |
| 9. September  | Felice Filippini                            | Schweizer Schriftsteller und Maler                                                                             | 71    |       |
| 9. September  | Iwata Masami                                | japanischer Maler                                                                                              | 94    |       |
| 9. September  | Karl Vogt                                   | deutscher Mundartsänger                                                                                        | 62    |       |
| 10. September | Barbara Hopf                                | deutsche Berufs- und Wirtschaftspädagogin                                                                      | 44    |       |
| 10. September | Kurt John                                   | deutscher Politiker (FDP), MdL                                                                                 | 64    |       |
| 10. September | Josef Kliersfeld                            | deutscher Rabbiner                                                                                             | 79    |       |
| 10. September | Virginia Satir                              | US-amerikanische Familientherapeutin                                                                           | 72    |       |
| 11. September | Hugh Bancroft                               | kanadischer Organist und Komponist                                                                             | 84    |       |
| 11. September | Vincas Bartuška                             | litauischer Fußballspieler                                                                                     | 87    |       |
| 11. September | Wilhelm Batz                                | deutscher Jagdflieger im 2. Weltkrieg                                                                          | 72    |       |
| 11. September | Roger Hargreaves                            | englischer Kinderbuchautor und Kinderbuchillustrator                                                           | 53    |       |
| 11. September | Charles Jay                                 | französischer Komponist                                                                                        | 77    |       |
| 11. September | Wolfgang Meyer-Tormin                       | deutscher Komponist und klassischer Klarinettist                                                               | 76    |       |
| 11. September | Knud Paludan                                | dänischer Ornithologe und Museumsleiter                                                                        | 79    |       |
| 11. September | Pawel Alexandrowitsch Rappoport             | sowjetischer Architekturhistoriker und Archäologe                                                              | 75    |       |
| 11. September | Franz Theissenberger                        | österreichischer Politiker (NSDAP), MdR                                                                        | 85    |       |
| 11. September | Frid Wänström                               | schwedischer Flugzeugkonstrukteur                                                                              | 83    |       |
| 11. September | Herbert Ziergiebel                          | deutscher Schriftsteller                                                                                       | 66    |       |
| 12. September | Alan Bible                                  | US-amerikanischer Politiker                                                                                    | 78    |       |
| 12. September | Rolf Diener                                 | deutscher Maler, Zeichner und Grafiker                                                                         | 82    |       |
| 12. September | Kurt Fürer                                  | deutscher Wirtschaftsjurist                                                                                    | 88    |       |
| 12. September | Stephen B. Grimes                           | britischer Artdirector und Szenenbildner                                                                       | 61    |       |
| 12. September | Christian Kampmann                          | dänischer Autor und Journalist                                                                                 | 49    |       |
| 12. September | Edmundo Luís Kunz                           | brasilianischer Geistlicher, Weihbischof in Porto Alegre                                                       | 69    |       |
| 12. September | Bill Mitchell                               | US-amerikanischer Designer von Autokarosserien und Modellvarianten                                             | 76    |       |
| 12. September | Lauris Norstad                              | US-amerikanischer Militär, Supreme Allied Commander Europe                                                     | 81    |       |
| 12. September | Charlie Palmieri                            | US-amerikanischer Pianist und Orchesterleiter                                                                  | 60    |       |
| 12. September | John Ryan                                   | australischer Politiker, Sprecher des South Australian House of Assembly                                       | 77    |       |
| 12. September | Stoffel van Viegen                          | niederländischer Organist und Musikpädagoge                                                                    | 72    |       |
| 13. September | Alfred Dunkel                               | deutscher Maler und Gebrauchsgrafiker                                                                          | 87    |       |
| 13. September | Jean-Marie Ellenberger                      | Schweizer Architekt                                                                                            | 75    |       |
| 13. September | Milo Harbich                                | deutscher Filmeditor und Filmregisseur                                                                         | 88    |       |
| 13. September | Gerd Hornberger                             | deutscher Leichtathlet                                                                                         | 78    |       |
| 13. September | Walter Jamouneau                            | US-amerikanischer Luftfahrtingenieur                                                                           | 75    |       |
| 13. September | Maria Kloth                                 | deutsche Schauspielerin und Sängerin                                                                           | 92    |       |
| 13. September | Fritz Mayer                                 | österreichischer Politiker (SPÖ), Landtagsabgeordneter in Vorarlberg und Bürgermeister von Bregenz             | 55    |       |
| 13. September | Johannes Schäfer                            | deutscher Politiker, MdBB                                                                                      | 80    |       |
| 13. September | Thomas F. Van Natta III                     | US-amerikanischer Offizier, Generalmajor der US-Army                                                           | 81    |       |
| 14. September | William Edward Cousins                      | US-amerikanischer Geistlicher und Erzbischof von Milwaukee                                                     | 86    |       |
| 14. September | Artur Grenz                                 | deutscher Komponist                                                                                            | 79    |       |
| 14. September | Clyde L. Miller                             | US-amerikanischer Politiker                                                                                    | 78    |       |
| 14. September | Manuel Simó                                 | dominikanischer Komponist, Dirigent und Musikpädagoge                                                          | 72    |       |
| 14. September | Melle Weersma                               | niederländischer Jazz- und Unterhaltungsmusiker (Piano, Komposition)                                           | 80    |       |
| 15. September | Samuel E. Beetley                           | US-amerikanischer Filmeditor                                                                                   | 74    |       |
| 15. September | Alfred Gramsch                              | deutscher Pädagoge, Verwaltungsbeamter und Politiker, MdL                                                      | 93    |       |
| 15. September | Artur Nielsen                               | dänischer Mittel- und Langstreckenläufer                                                                       | 93    |       |
| 15. September | Mathilde Riede-Hurt                         | Schweizer Kunststickerin                                                                                       | 82    |       |
| 16. September | Hanna Maria Drack                           | deutsch-österreichische Dichterin und Schriftstellerin                                                         | 75    |       |
| 16. September | Karl Heckl                                  | deutscher Unternehmer und Fußballfunktionär                                                                    | 61    |       |
| 16. September | Maximilian Hüttisch                         | deutscher Maler und Grafiker                                                                                   | 76    |       |
| 16. September | Richard Paul Lohse                          | Schweizer Maler und Künstler                                                                                   | 86    |       |
| 16. September | Werner Pusch                                | deutscher Pädagoge und Politiker, MdB                                                                          | 75    |       |
| 16. September | Henry Wallich                               | US-amerikanischer Ökonom                                                                                       | 74    |       |
| 16. September | Gerhard Weng                                | deutscher Politiker, MdL                                                                                       | 72    |       |
| 17. September | Willi Bürger                                | deutscher Politiker (KPD), MdL                                                                                 | 81    |       |
| 17. September | Walter Percy Chrysler, Jr.                  | US-amerikanischer Unternehmer und Kunstsammler                                                                 | 79    |       |
| 17. September | Walter Dieter                               | indianischer Stammesführer in Kanada, Gründer der National Indian Brotherhood                                  | 72    |       |
| 17. September | Hilde Güden                                 | österreichische Koloratursopranistin und Kammersängerin                                                        | 71    |       |
| 17. September | Robert Hall, Baron Roberthall               | australischer Ökonom                                                                                           | 87    |       |
| 17. September | Joseph H. Ziegler                           | deutscher Geologe und Paläontologe                                                                             | 60    |       |
| 18. September | Seyyed Mohammad Hossein Behjat-Tabrizi      | aserbaidschanisch-iranischer Dichter                                                                           |       |       |
| 18. September | Irina Borneman-Starynkewitsch               | russische bzw. sowjetische Chemikerin und Mineralogin                                                          | 97    |       |
| 18. September | Kathleen Collins                            | US-amerikanische Schriftstellerin und Filmproduzentin                                                          | 46    |       |
| 18. September | Frederick Hall                              | britischer, römisch-katholischer Bischof                                                                       | 85    |       |
| 18. September | Huh Jung                                    | südkoreanischer Politiker und Unabhängigkeitsaktivist                                                          | 92    |       |
| 18. September | Kurt Prestel                                | deutscher Chordirigent und Musikpädagoge                                                                       | ≈73   |       |
| 18. September | Camilla Ravera                              | italienische Politikerin, Mitglied der Camera dei deputati                                                     | 99    |       |
| 18. September | Alan Watt                                   | australischer Diplomat                                                                                         | 87    |       |
| 19. September | Călin Alupi                                 | rumänischer Maler des Post-Impressionismus                                                                     | 82    |       |
| 19. September | Luitwin Maria von Boch-Galhau               | deutscher Unternehmer und Landrat                                                                              | 82    |       |
| 19. September | Eugen Fox                                   | deutscher Lyriker und Fotograf                                                                                 | 77    |       |
| 19. September | Ellen Mahlke                                | deutsche Schauspielerin, Hörspielsprecherin und Schauspiellehrerin                                             | 74    |       |
| 19. September | Eduard Pestel                               | deutscher Ingenieur und Ökonom, Professor für Mechanik, Mitbegründer des Club of Rome                          | 74    |       |
| 19. September | Franz Stieler                               | deutscher Mittelschullehrer, Schulleiter, Volkshochschuldozent, Schriftsteller, Geschichts- und Heimatforscher | 94    |       |
| 19. September | Theodor Strübin                             | Schweizer Fotograf                                                                                             | 80    |       |
| 20. September | Herb Francis                                | US-amerikanischer Radsportler                                                                                  | 48    |       |
| 20. September | Roy Kinnear                                 | britischer Schauspieler                                                                                        | 54    |       |
| 20. September | Nakamura Teijo                              | japanische Haiku-Dichterin                                                                                     | 88    |       |
| 20. September | Patrick James Skinner                       | kanadischer Geistlicher, römisch-katholischer Erzbischof von Saint John’s, Neufundland                         | 84    |       |
| 20. September | Sam Woodyard                                | US-amerikanischer Jazzschlagzeuger                                                                             | 63    |       |
| 21. September | Ned Brennan                                 | irischer Politiker (Fianna Fáil)                                                                               | 68    |       |
| 21. September | Mercedes Carné                              | argentinische Schauspielerin und Tangosängerin spanischer Herkunft                                             | 80    |       |
| 21. September | Glenn Robert Davis                          | US-amerikanischer Politiker                                                                                    | 73    |       |
| 21. September | Robert Gwathmey                             | amerikanischer Maler                                                                                           | 85    |       |
| 21. September | Walter Harnisch                             | österreichischer Maler                                                                                         | 82    |       |
| 21. September | Paul Heer                                   | deutsch-österreichischer Orgelbauer                                                                            | 80    |       |
| 21. September | Henry Koster                                | deutsch-US-amerikanischer Filmregisseur und Drehbuchautor                                                      | 83    |       |
| 21. September | Aurel von Milloss                           | ungarisch-italienischer Tänzer, Choreograf und Ballettdirektor                                                 | 82    |       |
| 21. September | Christine Norden                            | britische Schauspielerin                                                                                       | 63    |       |
| 21. September | Gino Paro                                   | italienischer Geistlicher, römisch-katholischer Erzbischof und vatikanischer Diplomat                          | 78    |       |
| 21. September | Emil Schmetzer                              | deutscher Fußballschiedsrichter                                                                                | 65    |       |
| 21. September | Walter Vogt                                 | Schweizer Schriftsteller                                                                                       | 61    |       |
| 21. September | Zubeida                                     | indische Schauspielerin                                                                                        |       |       |
| 22. September | Vinzenz Batliner                            | liechtensteinischer Polizeichef des Fürstlich Liechtensteinischen Sicherheitskorps                             |       |       |
| 22. September | Ljudmila Dolar Mantuani                     | jugoslawisch-kanadische Geologin und Petrologin                                                                | 82    |       |
| 22. September | Maximilien de Fürstenberg                   | belgisch-niederländischer Vatikandiplomat und Kurienkardinal                                                   | 83    |       |
| 22. September | Hans Geiges                                 | deutscher Architekt und Stadtplaner                                                                            | 83    |       |
| 22. September | Josif Kricheli                              | georgischer Großmeister der Schachkomposition                                                                  | 57    |       |
| 22. September | Aldo Maria Patroni                          | italienischer Ordensgeistlicher, Bischof von Calicut                                                           | 84    |       |
| 22. September | Siegfried Schreiber                         | deutscher Bildhauer, Maler und Zeichner                                                                        | 60    |       |
| 22. September | Rezső Sugár                                 | ungarischer Komponist                                                                                          | 68    |       |
| 23. September | Włodzimierz Dworzaczek                      | polnischer Historiker                                                                                          | 81    |       |
| 23. September | Heinrich Engel                              | deutscher Landschaftsmaler                                                                                     | 88    |       |
| 23. September | Wilhelm Jost                                | deutscher Physikochemiker und Hochschullehrer                                                                  | 85    |       |
| 23. September | Lyell McEwin                                | australischer Politiker (Liberal Party), Präsident des South Australian Legislative Council                    | 91    |       |
| 23. September | Egon Karl Nicolaus                          | deutscher Maler                                                                                                | 60    |       |
| 23. September | Bernhard Niggemeyer                         | deutscher Jurist, Kriminalpolizist und SS-Führer                                                               | 80    |       |
| 23. September | Kurt Pickart                                | deutscher Offizier, zuletzt Major i. G. im 2. Weltkrieg                                                        | 77    |       |
| 23. September | Tibor Sekelj                                | jugoslawischer Entdecker, Esperantist, Autor und Rechtsanwalt                                                  | 76    |       |
| 23. September | Gustav Szinda                               | deutscher Nachrichtendienstler, Leitender Mitarbeiter des Nachrichtendienstes der DDR                          | 91    |       |
| 24. September | Aziz Atiya                                  | ägyptischer Koptologe und Historiker                                                                           | 90    |       |
| 24. September | Jochen Bartsch                              | deutscher Grafiker, Keramiker und Illustrator                                                                  | 81    |       |
| 24. September | Wilhelm Gerard Burgers                      | niederländischer Physiker                                                                                      | 91    |       |
| 24. September | Olha Dutschyminska                          | ukrainische Schriftstellerin, Literaturkritikerin, Übersetzerin, Journalistin und Frauenrechtlerin             | 105   |       |
| 24. September | Herbert Kirchhoff                           | deutscher Szenenbildner                                                                                        | 77    |       |
| 24. September | Irwin McIntosh                              | kanadischer Verleger, Vizegouverneur von Saskatchewan                                                          | 62    |       |
| 24. September | Karl Mertens                                | deutscher Bildhauer                                                                                            | 85    |       |
| 24. September | Rudolf Mors                                 | deutscher Komponist                                                                                            | 68    |       |
| 24. September | Ernst Parchmann                             | deutscher Journalist und Parteifunktionär (SED)                                                                | 58    |       |
| 24. September | Herbert Witzenmann                          | deutscher Anthroposoph, Philosoph und Schriftsteller                                                           | 83    |       |
| 25. September | Walter Ebeling                              | deutscher Maler und Grafiker                                                                                   | 80    |       |
| 25. September | Paul Hoppe                                  | katholischer Geistlicher, zuletzt Kapitularvikar des Bistums Ermland                                           | 88    |       |
| 25. September | Aristarch Sinkel                            | estnischer Schriftsteller                                                                                      | 75    |       |
| 25. September | Arthur Võõbus                               | estnischer Theologe und Syriologe                                                                              | 79    |       |
| 26. September | Stefania Filo Speziale                      | italienische Architektin                                                                                       |       |       |
| 26. September | Lise Gast                                   | deutsche Autorin                                                                                               | 80    |       |
| 26. September | Bruce Haack                                 | kanadischer Musiker und Pionier der elektronischen Musik                                                       | 57    |       |
| 26. September | Richard Haas                                | deutscher Hygieniker, Bakteriologe und Hochschullehrer                                                         | 78    |       |
| 26. September | Herta Hesse-Frielinghaus                    | deutsche Kunsthistorikerin und Museumsleiterin                                                                 | 78    |       |
| 26. September | Ikeda Yōson                                 | japanischer Maler                                                                                              | 92    |       |
| 26. September | Paul Maischein                              | deutscher SS-Rottenführer und SS-Sanitätsdienstgrad                                                            | 76    |       |
| 26. September | Branko Zebec                                | jugoslawischer Fußballspieler und -trainer                                                                     | 59    |       |
| 27. September | Giorgio Candeloro                           | italienischer Neuzeithistoriker                                                                                | 79    |       |
| 27. September | Adolf Czettel                               | österreichischer Politiker (SPÖ), Landtagsabgeordneter, Abgeordneter zum Nationalrat, Mitglied des Bundesrates | 63    |       |
| 27. September | Willis Edwards                              | englischer Fußballspieler und -trainer                                                                         | 85    |       |
| 27. September | George Grant                                | kanadischer Philosoph und Hochschullehrer                                                                      | 69    |       |
| 27. September | J. C. Heard                                 | US-amerikanischer Schlagzeuger in der Jazzmusik                                                                | 70    |       |
| 27. September | Isohor Oqilov                               | sowjetischer Künstler, Tänzer, Ballettmeister und Choreograf                                                   | 74    |       |
| 28. September | Elli Alexiou                                | griechische Schriftstellerin                                                                                   | 94    |       |
| 28. September | Alois Bachinger                             | österreichischer Politiker (VdU, FPÖ), Landtagsabgeordneter                                                    | 74    |       |
| 28. September | Greta Fischer                               | israelische Pädagogin                                                                                          | 78    |       |
| 28. September | Franzpeter Goebels                          | deutscher Pianist, Cembalist und Hochschullehrer                                                               | 68    |       |
| 28. September | Hans-Joachim Hertwig                        | deutscher Politiker (SED), MdV                                                                                 | 60    |       |
| 28. September | Charles R. Jonas                            | US-amerikanischer Politiker                                                                                    | 83    |       |
| 28. September | Eva Lissa                                   | deutsch-österreichische Schauspielerin                                                                         | 74    |       |
| 28. September | Hermann Rademann                            | deutscher Aktivist und Mitbegründer des Unabhängigen Schülerbundes (USB) in Bremen-Nord                        | 41    |       |
| 29. September | Charles Addams                              | US-amerikanischer Cartoonist                                                                                   | 76    |       |
| 29. September | Nancy Fleming                               | neuseeländische Badmintonspielerin                                                                             |       |       |
| 29. September | Raúl Landini                                | argentinischer Boxer                                                                                           | 79    |       |
| 29. September | Hermann Neddenriep                          | deutscher Politiker (DP/CDU), MdL                                                                              | 84    |       |
| 29. September | Everett J. Nelson                           | US-amerikanischer Philosoph                                                                                    | 87    |       |
| 29. September | Andrej Sirácky                              | tschechoslowakischer Philosoph und Soziologe                                                                   | 87    |       |
| 29. September | Lotti Tauber                                | Schweizer Pianistin und Komponistin                                                                            | 44    |       |
| 30. September | Chick Chandler                              | US-amerikanischer Filmschauspieler                                                                             | 83    |       |
| 30. September | Christian Christensen                       | dänischer Politiker (Kristeligt Folkeparti), Mitglied des Folketing                                            | 63    |       |
| 30. September | Al Holbert                                  | US-amerikanischer Automobilrennfahrer                                                                          | 41    |       |
| 30. September | Ivar Johansson                              | schwedischer Tierzuchtwissenschaftler                                                                          | 96    |       |
| 30. September | Adolphe Erich Meyer                         | US-amerikanischer Pädagoge, Historiker und Schriftsteller                                                      | 90    |       |
| 30. September | Joachim Prinz                               | deutsch-US-amerikanischer Rabbiner                                                                             | 86    |       |
| 30. September | David E. Satterfield III                    | US-amerikanischer Politiker                                                                                    | 67    |       |
| 30. September | Walter Schellhas                            | deutscher Historiker und Bibliothekar                                                                          | 91    |       |
| 30. September | Joseph Albert Sullivan                      | kanadischer Eishockeytorwart und Politiker                                                                     | 87    |       |
| 30. September | Trường Chinh                                | vietnamesischer Politiker                                                                                      | 81    |       |
| 30. September | Willi Wolfradt                              | deutscher Kunstschriftsteller und -kritiker, Redakteur und Lektor                                              | 96    |       |
| September     | Alan Angus                                  | australischer Radrennfahrer                                                                                    | 85    |       |
| September     | Dumitru Frățilă                             | rumänischer Skisportler                                                                                        | 62    |       |
| September     | Harry Jeffra                                | US-amerikanischer Boxer im Federgewicht                                                                        | 73    |       |